# (613) Гвиневра
(613) Гвиневра (итал. Ginevra) — астероид главного пояса, который относится к спектральному классу P. Он был открыт 11 октября 1906 года немецким астрономом Августом Копффом в Гейдельбергской обсерватории и назван в честь Гвиневры, супруги короля Артура.

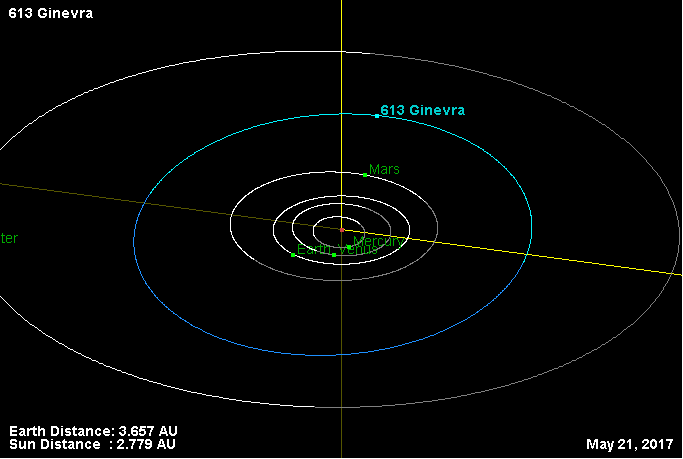
Орбита астероида Гвиневра и его положение в Солнечной системе